# Хейнрикс, Эрик
А́ксель Э́рик Хе́йнрикс (фин. Axel Erik Heinrichs; 21 июля 1890, Гельсингфорс — 16 ноября 1965, Хельсинки) — финский военный деятель.

## Биография
Родился в семье доктора философии Акселя Хейнрикса и Йоханны Матильды Рённхольм.
Во время Первой мировой войны присоединился к движению егерей и служил в 27-м Королевском прусском егерском батальоне, воюя на стороне Германии в Курляндии. Награжден Железным крестом. Вернувшись в Финляндию, возглавил 7-й егерский батальон, участвовал в боях с красными финнами при Тампере и на Карельском перешейке. Получил звание майора.
В дальнейшем служил в Генеральном штабе, в 1925—1928 годах учился во Франции, командовал 1-й дивизией, был инспектором Министерства обороны.
После начала Зимней войны был назначен командующим 3-м армейским корпусом, который отвечал за оборону восточной части Карельского перешейка, а 19 февраля 1940 года — командующим армией Карельского перешейка.
После окончания войны командовал сухопутными силами, возглавлял Генеральный штаб с 16 мая 1940 по 29 июня 1941 года и с 29 января 1942 по 6 октября 1944 года. Как представитель главнокомандующего отвечал за военные отношения с Германией в январе-феврале и в мае-июне 1941 года. Командовал Карельской армией (29 июня 1941 — 29 января 1942) во время захвата Восточной Карелии.
Ближайший советник Маннергейма в вопросах военной политики в 1941—1945 годах и эксперт во время переговоров по договору о дружбе, сотрудничестве и взаимопомощи 1948 года. После окончания войны-продолжения с 31 декабря 1944 года по 30 июня 1945 года командовал Силами обороны, ушёл в отставку, когда открылось «дело об утаивании оружия финскими военнослужащими для сопротивления возможному приходу коммунистов к власти» (фин. Asekätkentä).
Автор нескольких книг:
- Itämeren ympärillä (1918)
- Hotelli St. Petersburg (1919)
- Kléber Egyptissä (1946)
- Vid franska Atlantkusten i de hundra dagarnas spår (1957)
- Mannerheim Suomen kohtaloissa (1957, 1959, соавтор)

Почётный доктор Хельсинкского университета (1957).

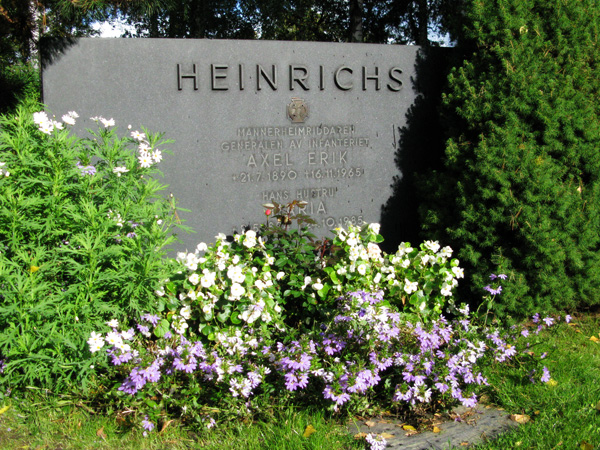
Могила Хейнрикса на кладбище Кулосаари

Похоронен на кладбище Кулосаари в Хельсинки.

## Звания
- Группенфюрер (2 сентября 1915 года)
- Цугфюрер (6 февраля 1916 года)
- Оберцугфюрер (27 июня 1917 года)
- Майор (11 февраля 1918 года)
- Полковник-лейтенант (12 августа 1919 года)
- Полковник (16 мая 1928 года)
- Генерал-майор (16 мая 1933 года)
- Генерал-лейтенант (19 февраля 1940 года)
- Генерал пехоты (3 октября 1941 года)